# Manfred Kokot
Manfred Kokot (Templin, 1948. január 3. –) NDK-beli olimpikon, aki az 1970-es években 100 méteres futóként érte el sikereit.
A legnagyobb sikere az 1976-os montreali olimpiai ezüstérem volt 4 × 100 méteres síkfutásban (39,43, Klaus-Dieter Kurrat, Alexander Thieme és Jörg Pfeifer). Az 1974-es fedett pályás atlétikai Európa-bajnokságon ezüstérmes volt 60 méteren.
Az NDK atlétái közül elsőként teljesítette a 100 métert 10,0 másodperc alatt. (1971. május 15-én, Európa-rekord).

## Díjai, elismerései
- A hazafias érdemrend bronz fokozat.